# Hueco Tanks

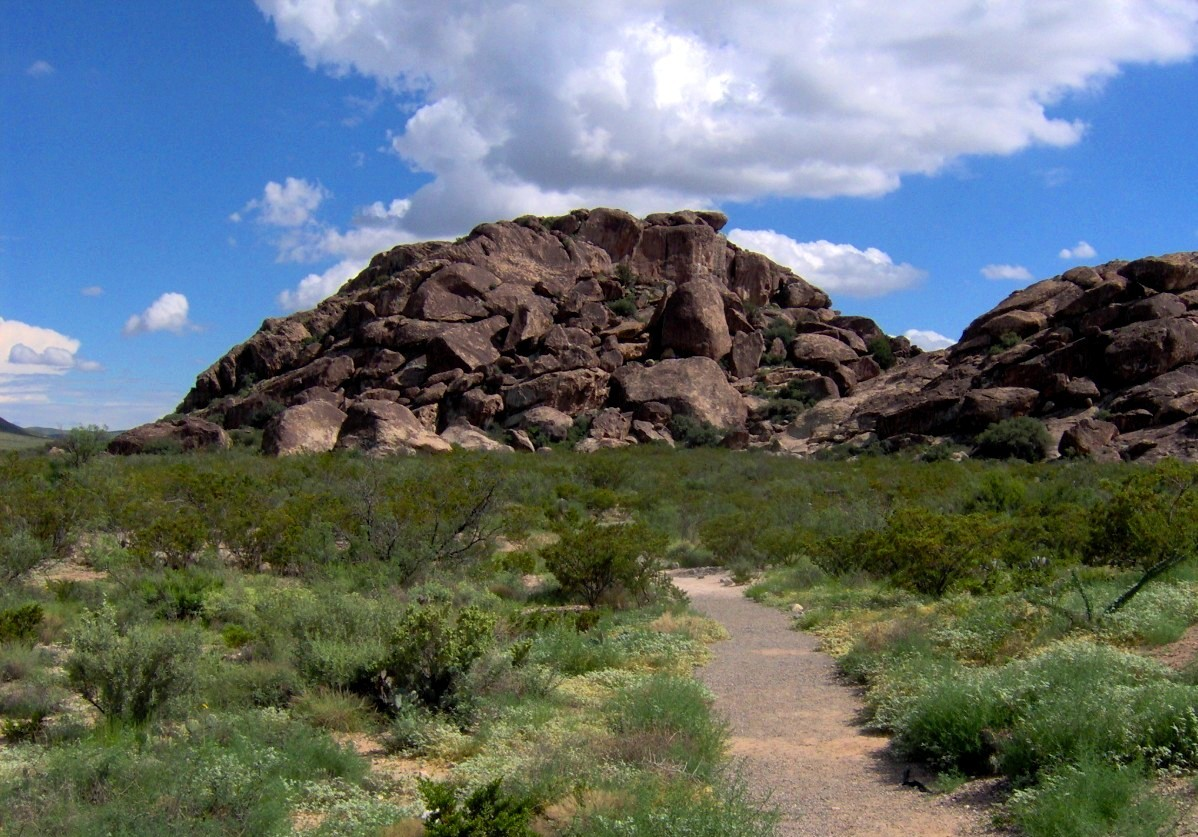
Hueco Tanks East Mountain

Hueco Tanks è una formazione geologica del Texas. Esso è situato tra i Monti Franklin (ad ovest) e i Monti Hueco (a est). Il territorio appartiene all'Hueco Tanks State Historic Site, un parco naturale di 3.5 km². Nel parco vi sono centinaia di incisioni rupestri, create dai nativi che abitavano la zona prima del XV secolo.

## Sito d'arrampicata

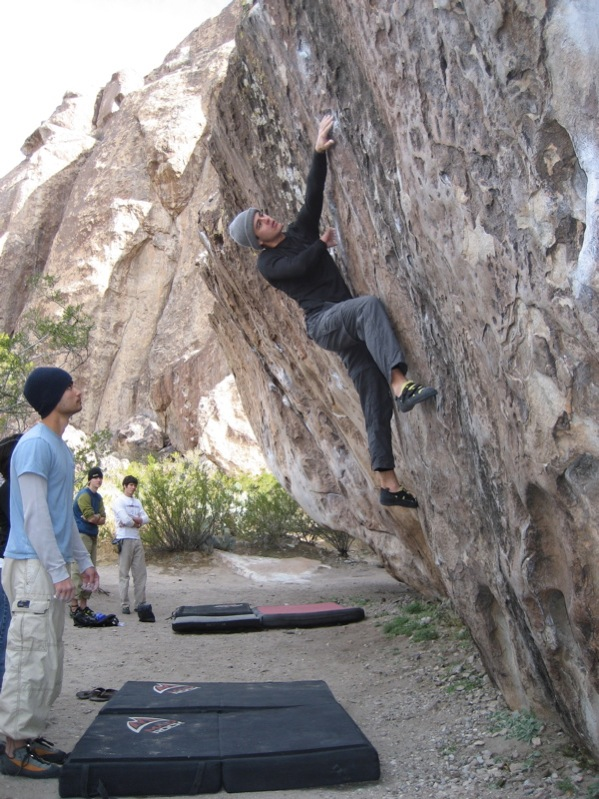
Bouldering a Hueco Tanks

Questo luogo è un importante sito d'arrampicata soprattutto per il bouldering. I massi sono di roccia vulcanica, molto abrasiva, e sono presenti più di 2000 passaggi.

### I passaggi
I passaggi più difficili:
- 8C/V15:
  - Desperanza - 27/02/10 - Daniel Woods - versione sit start di Esperanza[1]
  - Terremer - 2006 - Fred Nicole - versione sit start di Terre de Sienne[2]
- 8B+/V14:
  - Terre de Sienne - 2005 - Fred Nicole
  - El Techo de los Tres B - 2005 - Fred Nicole - Dopo la rottura di una presa è passato a V11
  - Esperanza - 1998 - Fred Nicole
  - Slash Face - 1998 - Fred Nicole
  - Coeur de Lion - 1998 - Fred Nicole